# Centris heithausi
Centris heithausi là một loài Hymenoptera trong họ Apidae. Loài này được Snelling mô tả khoa học năm 1974.